# Oberleitungsbus Rustawi
Der Oberleitungsbus Rustawi war ein Oberleitungsbus-Betrieb in der georgischen Stadt Rustawi.

## Geschichte
Der Betrieb wurde am 16. Februar 1971 eröffnet. 1985 gab es acht Linien mit 48,1 km Netzlänge, auf denen 49 Fahrzeuge eingesetzt wurden. Der Betrieb ging nach der Unabhängigkeit Georgiens stark zurück. Später verkehrten nur noch die Linien 1, 3 und 5. Damals standen 16 Fahrzeuge zur Verfügung. Schließlich fuhr am 24. September 2009 der letzte Obus in Rustawi.

## Fahrzeuge
Eingesetzt wurden Škoda 9Tr, Škoda 14 Tr, Ikarus 280T und ZiU-9. Ein aus einem Dieselbus umgebauter Ikarus-Obus wurde 2004 ausgemustert. Später nutzte man nur noch Škoda 14Tr und ZiU-9. 3 Fahrzeuge wurden aus Athen übernommen, einige aus Tbilissi, wo 2006 der Obusbetrieb eingestellt wurde.